# カン・ミンヒョク
カン・ミンヒョク（ハングル：강민혁、漢字：姜敏赫、1991年6月28日 - ）は、韓国の歌手、俳優。男性実力派3人組バンド 「CNBLUE」のドラムとボーカルを担当している。ミニョクとも呼ばれる。

## 略歴
現在、CNBLUEのメンバーでドラムを務めている。チーム内でLovelyというイメージ。
2010年1月8日CNBLUEのメンバーの中で二番目のティーザーが公開。1月14日アルバム発売とショーケースを始まりに韓国での歌手活動を始めた。
2010年2月から8月までMnet『Mカウントダウン』で、MCD GUYZで活動しており、2010年6月、オレンジキャラメルの「魔法少女」のミュージックビデオに出演した。SBSドラマ「大丈夫、パパの娘だから」と、映画『アコースティック』などに出演もしている。
2011年3月21日『FIRST STEP』を発売、音源公開後アルバムスロクドク12曲すべての音源チャートTop 50入り、タイトル曲「直感」のトリプルクラウン賞など記録を立てた。『First step Special Limited Edition』の3万枚限定版は絶版である。

## 作品

### 参加アルバム
- 映画『アコースティック』OST「High Fly」（2010年、イ・ジョンヒョンと）
- CNBLUEの二番目ミニアルバム『BLUE LOVE』
  - Sweet Holiday（作詞）

## 出演

### 映画
- アコースティック EP2. パン屋襲撃事件（2010年）
- 私は猫である（2016年）ナレーション[2][3]
- ときめき♡プリンセス婚活記（2018年）- カン・フィ役[4][5]

### ドラマ
- 大丈夫、パパの娘だから（2010年、SBS） - ファン・ヨンドゥ役
- オレのことスキでしょ。（2011年、MBC） - ヨ・ジュニ役
- 棚ぼたのあなた（2012年、KBS） - チャ・セグァン役[6][7]
- 相続者たち（2013年、SBS） - ユン・チャニョン役[8][9][10]
- 「THE MIRACLE 2013 SBS歌謡大祭典」のミュージックドラマ（2013年、SBS） - ユン・チャニョン役[11]
- タンタラ〜君を感じてる〜（2016年、SBS） - チョ・ハヌル役[12]
- 病院船〜ずっと君のそばに〜（2017年、MBC） - 主演：クァク・ヒョン役[13]
- 恋するレモネード（2017年、KBS） - ジョングン役（第1話カメオ出演）[14]
- まだNot30（2020年、kakaoTV）- 主演：イ・スンユ役[15][16]
- Oh!ご主人様〜恋が出来ない僕とカノジョの同居生活〜（2021年、MBC）- チョン・ユジン役[17]
- セレブリティ（2023年、Netflix） - ハン・ジュンギョン役[18]

### バラエティ
- エムカウントダウン（2010年、Mnet）MC
- Go Show（2012年、SBS）[19][20]
- ビタミン（2013年、KBS2）[21][22]
- 僕らの日曜の夜－マジックコンサート、これがマジックだ（2013年、SBS）[23]
- チョンダムドン111（2013年、tvN）第2回「アーティストの資格、FTISLAND vs CNBLUE」編[24]
- ラジオスター（2014年、MBC）[25][26]
- ニュー！日曜日は楽しい－ランニングマン（2014年、SBS）[27]
- クライムシーン（2014年、JTBC）第5回にゲスト出演[28][29]
- 勇敢な家族（2015年、KBS2）第8話[30][31]
- 水曜美食会（2015年、tvN）[32]
- 母が見ている（2015年、JTBC）[33]
- クライムシーン2（2015、JTBC）第8回にゲスト出演[34]
- 私は一人で暮らす（2015年、MBC）[35][36]
- ホドンの芸・体・能～めざせ！ご当地スポーツ王 水泳編（2015年、KBS2）[37]
- お姉さんたちのスラムダンク（2016年、KBS 2TV）カメオ出演
- 一人でご飯を食べる時は8時に会おう（2016年、O'live TV）[38]
- ビデオスター（2017年、MBC Every）[39]

### 広報大使
- デジタルソウル文化芸術大学（2014年、with FTISLAND イ・ジェジン）[40][41]

### MC
- K-POP World Festival（2014年）with チョン・ウンジ（Apink）[42]
- ミュージックバンク　(2016年7月1日 - 2016年11月4日、KBS2）with ソルビン（LABOUM）[43][44][45]

### 広告
- Fossil（2014年）[46]

### ミュージックビデオ
- オレンジキャラメル「魔法少女」（2010年）
- JUNIEL「illa illa」（2012年）

## イベント

### ファンミーティング

#### 日本
| 日程           | タイトル                                                                | 会場                                                                    |
| -------------- | ----------------------------------------------------------------------- | ----------------------------------------------------------------------- |
| 2016年7月      | カン・ミンヒョク 1st Solo Fan Meeting in Japan～LOVELY JUMP III～       | 7月28日東京国際フォーラム ホールA（東京）                               |
| 2017年7月      | カン・ミンヒョク 1st Solo Fanmeeting in Japan ～LOVELY JUMP III～ @KOBE | 7月28日神戸国際会館こくさいホール（兵庫）昼・夜                         |
| 2018年6月、7月 | カン・ミンヒョク Solo Fanmeeting 2018 in Japan ～See you again～        | 6月16日中野サンプラザ（東京）昼・夜 7月19日オリックス劇場（大阪）昼・夜 |

#### 海外
- 「The Moment」タイにて単独ファンミーティング（2015年7月25日）[47][48]
- 「2018 KANG MIN HYUK ROMANTIC SAILING FAN MEETING IN BANGKOK」タイ（2018年2月24日）[49]

### その他
- BURBERRY（2013年）[50]
- ソウルファッションウィーク 2014 S／S the studio Kコレクション（2013年）
- HELIANTHUS（2014年）[51]
- BEAKER OUR SEOUL（2016年）[52]

## 書籍

### 写真集
- シングルス（2010年3月号、MCOUNTDWON GUYZ写真集）
- バザー（2010年3月号、イ・ジョンシンと）

### 雑誌
- 「ELLE girl」2012年6月号[53][54]
- 「allure KOREA」2012年9月号[55]
- 「NYLON」2013年4月号[56]
- 「GQ」2014年12月号[57]
- 「SURE」2015年6月号[58]
- 「HIGH CUT」165号[59]
- 「Esquire」2016年11月号[60]
- 「韓国ぴあ」2017年3月号[61]
- 「GRAZIA」2020年5月号[62]

## 賞とノミネート

### 受賞
- 2012年「第1回K-DRAMA STAR AWARDS ライジングスター賞」（『棚ぼたのあなた』）[63]
- 2013年「SBS演技大賞 ニュースター賞」（『相続者たち』）[64]
- 2013年「第2回ドラマフィーバーアワード ベストカップル賞 with クリスタル」（『相続者たち』）
- 2016年「SBS演技大賞 優秀俳優賞」（『タンタラ〜君を感じてる〜』）

### ノミネート
- 2012年「第5回コリアドラマフェスティバル 新人俳優賞」（『棚ぼたのあなた』）
- 2012年「KBS演技大賞 新人俳優賞」（『棚ぼたのあなた』）
- 2016年「第5回APANスターアワード 新人俳優賞」（『タンタラ〜君を感じてる〜』）
- 2017年「MBC演技大賞 優秀俳優賞」（『病院船〜ずっと君のそばに〜』）[65]